# Cirolana fernandezmilerai
Cirolana fernandezmilerai là một loài chân đều trong họ Cirolanidae. Loài này được Ortiz, Lalana &Varela miêu tả khoa học năm 2007.